# Спасо-Преображенская церковь (Иркутск)
Це́рковь Преображе́ния Госпо́дня (Спа́со-Преображе́нская це́рковь) — православный храм в Правобережном округе города Иркутска. Находится в переулке Волконского. Одна из старейших церквей Иркутска.
Заложена в 1795 году на средства иркутских купцов Стефана Игнатьева и Ивана Сухих. Предполагается, что проект церкви был выполнен иркутским архитектором Антоном Лосевым. 6 августа 1811 года был освящён главный храм.
В 1848—1849 годах на средства иркутского почётного гражданина статского советника Ефимия Кузнецова вокруг церкви была возведена каменная ограда с чугунными решётками, деревянная крыша заменена на металлическую.
С 1846 по 1855 год в приходе церкви жила семья декабриста Сергея Волконского. Информация об отношении семьи декабриста Сергея Трубецкого к приходу Преображенского храма не подтверждается, в этот период они проживали в Знаменском предместье Иркутска.
В храме венчалась дочь декабриста Михаила Кюхельбекера. В церкви отпевали декабристов Петра Муханова и Николая Панова.
4 сентября 1940 года Спасо-Преображенская церковь была закрыта советскими властями. В здании располагались архив и книгохранилище. Снаружи храм лишился двух боковых пристроек — примыкавших слева и справа к паперти — ризницы и сторожки.
С 2000 года богослужения возобновлены.